# Vinjamuri Anasuya Devi
Dr. Vinjamuri (Avasarala) Anasuya Devi (12 de mayo de 1920-31 de marzo de 2019) fue una cantante, compositora, musicóloga, escritora y experta en la instrumentación del armonio india.

## Biografía
Fue una de las destacadas artistas femeninas dedicadas a la composición de música por primera vez en Andhra Pradesh, además siendo la primera mujer en asumir la dirección al sur de la India, primera compositora de música en All India Radio, interpretó música clásica hindú, folk y música ligera en la radio, además realizó una serie de giras de conciertos, la primera en publicar la luz de Andhra con respecto a la música popular en la notación de Carnatic. Ella tuvo su disco de gramófono, que por primera vez lo grabó cuando tenía unos 8 años de edad. Su canción ¡Ayy Koyyoda!, fue utilizado para una película titulada, Yeruvaaka saagaro ranno chinnanna.
Anasuya nació de una familia de literatos, músicos y artistas el 12 de mayo de 1920. Aprendió música de Carnatic de Munuganti Venkata Rao. Se especializó en el arte de la música popular y la literatura de Valluri Jagannatha Rao. Su padre Vinjamuri Venkata Lakshmi Narasimha Rao fue un poeta y su madre Venkata Rathnamma editó una revista literaria llamada Anasuya en 1914, la revista de las primeras mujeres en telugu, con las escritoras e ilustraciones de estilo de Ajanta.
Anasuya Devi introdujo la música tradicional en sus conciertos de 1928 y más en el All India Radio, Madras desde 1938. Su voz fue peculiar y rústico profundo, con un timbre naturalmente apta para interpretar canciones populares.